# Shaanxinus
Shaanxinus är ett släkte av spindlar. Shaanxinus ingår i familjen täckvävarspindlar.
Släktet har fått sitt namn från Shaanxi-provinsen i norra Kina.
Kladogram enligt Catalogue of Life:
| Shaanxinus | \| \| Shaanxinus anguilliformis \| \| \| \| \| \| Shaanxinus rufus \| \| \| \| |
|            | \| \| Shaanxinus anguilliformis \| \| \| \| \| \| Shaanxinus rufus \| \| \| \| |
|            | Shaanxinus anguilliformis                                                      |
|            |                                                                                |
|            | Shaanxinus rufus                                                               |
|            |                                                                                |